# Santa Cruz de Nogueras
Santa Cruz de Nogueras község Spanyolországban, Teruel tartományban. Santa Cruz de Nogueras Bádenas, Luesma, Nogueras és Loscos községekkel határos. Lakosainak száma 24 fő (2024).

## Népesség
A település népessége az utóbbi években az alábbiak szerint változott:
| Lakosok száma | 26   | 32   | 37   | 31   | 39   | 42   | 38   | 29   | 25   | 24   |
|               | 2001 | 2004 | 2007 | 2009 | 2012 | 2014 | 2017 | 2019 | 2022 | 2024 |